# Frank Robinson
Frank Robinson (Beaumont, 31 de agosto de 1935 – Los Angeles, 7 de fevereiro de 2019) foi um jogador norte-americano de beisebol da Major League Baseball atuando como defensor externo e treinador. Jogou por cinco times de 1956 até 1976 e se tornou o único jogador a vencer o prêmio de MVP tanto na Liga Americana como na Liga Nacional. Venceu a  Tríplice Coroa em 1966 e foi membro de duas equipes que venceram a World Series, o Baltimore Orioles em 1966 e 1970, além de acumular o quarto maior número de home runs na época de sua aposentadoria (ele atualmente é o nono colocado). Robinson foi eleito para o  Hall of Fame na eleição de 1982.
Robinson foi o primeiro afro-americano contratado para ser  treinador na história da MLB. Ele gerenciou o Cleveland Indians duriante os dois últimos anos de sua carreira como jogador, com um cartel de 186 vitórias e 189 derrotas. Passou a gerenciar o San Francisco Giants, o Baltimore Orioles e o Montreal Expos/Washington Nationals. Atuamente é o presidente de honra da Liga Americana.
Faleceu aos 83 anos de idade em sua casa em Los Angeles.